# Blijdorp (metrostation)

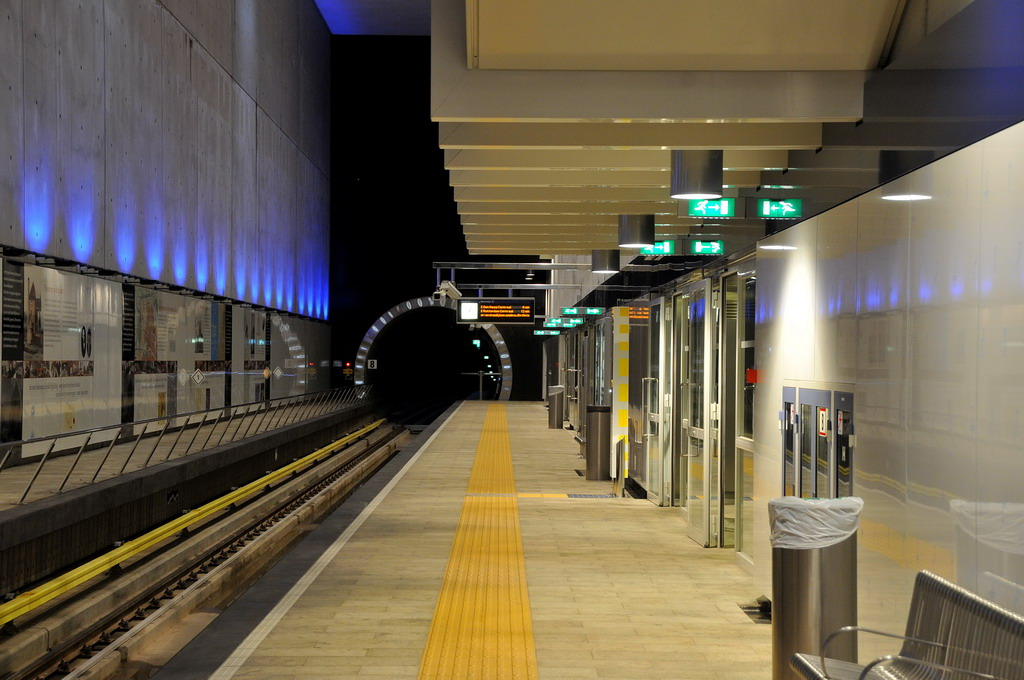
Perron

Blijdorp is een metrostation aan de metrolijn E van RandstadRail en Rotterdamse metro. Het station ligt in de gelijknamige Rotterdamse wijk Blijdorp, aan de Statenweg.
Het station ligt halverwege de in het kader van RandstadRail geboorde Statenwegtunnel die het tracé van de Hofpleinlijn verbindt met het Rotterdamse metronetwerk. Het station ligt op een diepte van 18 meter onder straatniveau van de Statenweg en is hiermee het diepst gelegen metrostation in Rotterdam.
Dit station is gebouwd met de polderconstructie door Volker staal en funderingen, waarbij twee veertig meter diepe diepwanden van beton werden gestort aan beide zijkanten van het station. In de ontstane tussenruimte kon hierna het grondwater en de grond worden weggehaald zonder dat het grondwaterpeil op andere plekken daalde.
Op 26 mei 2010 werd in dit station een rampenoefening gehouden. Er werd toen, om het echt te maken, een oud metrostel verwoest.
Op 16 augustus 2010 vond de officiële opening plaats en vanaf 17 augustus werd het station operationeel. In het eerste jaar werd er nog gebruikgemaakt van slechts één spoor, omdat de tweede tunnelbuis nog niet af was. Vanaf 22 augustus 2011 kan er van twee sporen gebruik worden gemaakt en stopt er om de tien minuten een metro in beide richtingen. Sinds 11 december 2011 rijdt lijn E door naar Metrostation Slinge.
Het stationsontwerp van Maarten Struijs werd in 2011 bekroond met de Rotterdam Architectuur Prijs.
Den Haag Centraal  · Laan van NOI  · Voorburg 't Loo · Leidschendam-Voorburg · Forepark · Leidschenveen · Nootdorp · Pijnacker Centrum · Pijnacker Zuid · Berkel Westpolder · Rodenrijs · Meijersplein/Airport · Melanchthonweg · Blijdorp · Rotterdam Centraal  · Stadhuis · Beurs · Leuvehaven · Wilhelminaplein · Rijnhaven · Maashaven · Zuidplein · Slinge